# Pablo Escandón y Barrón
General José Pablo Eustaquio Manuel Francisco de Escandón y Barrón (Ciudad de México, 4 de mayo de 1856 - ibidem, 31 de marzo de 1926) fue un militar mexicano que participó en la Revolución mexicana.

## Biografía
Hijo de Antonio Escandón y Garmendia y de su mujer Catalina Barrón y Añorga, I baronesa pontificia de Barrón, y hermano de Manuel Escandón y Barrón (México, 13 de agosto de 1857 - 13 de diciembre de 1940), marqués de Villavieja, casado con Petronila Salamanca y con descendencia, y de Carlota Maximiliana Escandón y Barrón (París, 28 de marzo de 1864 - París, 15 de abril de 1936), así llamada en homenaje a Maximiliano I de México y a Carlota de México, casada en París el 19 de noviembre de 1891 con Felipe Falcó y Ossorio (Madrid, 5 de noviembre de 1859 - París, 12 de abril de 1931), VIII duque de Montellano y Caballero de la Orden de Carlos III.
Marchó muy joven al exterior con su familia. Radicó en París y pasó temporadas en España. A la edad de 10 años, ingresó al colegio jesuita de Stonyhurst, en Inglaterra, donde recibió una educación esmerada. Ahí permaneció hasta 1875, acompañado por sus hermanos y primos. Tras la muerte de su padre en 1878, volvió a México, donde lo esperaba, al igual que a cada uno de sus hermanos, una herencia paterna de casi cinco millones de pesos oro. (Se calcula que hoy un peso oro vale más de mil pesos). Formó parte de un grupo de jóvenes elegantes que marcaron el tono de la sociedad capitalina, organizando cotillones, y contribuyendo a la organización del Jockey Club.  Las memorias de su hermano Manuel, marqués de Villavieja, narran episodios interesantes de su edad moza.  Se casó en 1882 con Catalina Cuevas y Rubio.

## Desarrollo profesional
Estudió la carrera militar, ascendió a coronel, llegó a ser jefe del Estado Mayor del presidente Porfirio Díaz. Desempeñó diversas actividades al encargarse de reglamentar el protocolo diplomático en Palacio Nacional y el Alcázar de Chapultepec. Con sus hermanos Manuel y Eustaquio, además de William Hyden Wright, participó en el equipo de polo en los Juegos Olímpicos de París 1900, ganando medalla de bronce, primera medalla de México en la historia, siendo junto con los otros tres miembros del equipo los primeros medallistas mexicanos. Organizó conferencias internacionales, incluyendo la entrevista Díaz-Taft, en la cual fungió como traductor, junto con Enrique C. Creel.  Ocupó curul en la  Cámara de Diputados en distintas ocasiones, además de fungir como enviado diplomático a la coronación de Jorge V de Inglaterra. Perteneció al grupo de Los Científicos y formó parte de la aristocracia nacional. Era propietario de dos haciendas en el estado de Morelos: Xochimancas y San Diego Atlihuayán.
En las postrimerías del porfiriato fue gobernador de ese estado; durante su gestión tuvo muchos problemas con los pueblos, por despojos de tierra y aguas y por una ley que revaluaba los bienes raíces, dejando a las propiedades rústicas con una valor muy bajo y a las urbanas con uno muy elevado. Además, su gubernatura -de marzo de 1909 al 8 de mayo de 1911 -, fue precedida por unas elecciones muy reñidas pues su contrincante, el Ing. Patricio Leyva, era muy popular; desde entonces data la efervescencia política en Morelos. Tuvo como opositores a algunas personalidades como Juan Sánchez Azcona, Alfredo Robles Domínguez, Práxedis Díaz Martínez y Paulino Martínez. Al estallar la lucha contra Porfirio Díaz, Escandón abandonó la gubernatura y marchó hacia Estados Unidos, de donde regresó para respaldar al gobierno de Victoriano Huerta, que lo ascendió en el mando militar. Derrocado Huerta, se volvió a exiliar. Regresó a México después de 1920 y murió en la capital el 31 de marzo de 1926.